# Jaralla Al-Marri
Jaralla Al-Marri (Ar Rayyan, 3 aprile 1988) è un calciatore qatariota, attaccante dell'Al-Rayyan e della Nazionale qatariota.